# 赤安事件
赤安事件，是1937年陕西吴起镇的一次反对中国共产党与中国工农红军的叛乱。

## 背景
1936年4月14日，在东征的进军途中，红军北路总指挥、红二十八军军长刘志丹阵亡。为纪念刘志丹，中共中央改原赤安县为志丹县，同时在吴起镇塔儿湾又成立了新赤安县。
1937年4月30日，武文甫带领武氏弟兄武文美、武文章、武文雄及姬善堂等30余人，从吴水口村蔡涧出发，在蔺砭子将乡主席蔺怀世扣押，封锁了消息，于天黑后赶到刘渠子突袭了新赤安县委、县政府。县侦察科长、指导员被打死，县委书记持枪突围，其他人员绕山逃走，匪徒将政府财物抢劫一空。事件发生后的第二天，武文英等将抢来的财物运回吴水口，并组建了反动武装，武文英自称队长，武文甫任副队长。随后，水泛区卢嘴乡主席高占仁带领部分人员叛变。
中共庆环分区得知事件发生的消息后，立即撤职并关押了县委书记贺恩宽、县政府主席李天鹏、保卫局局长霍维福等人，下派组织部部长李景膺重新整顿赤安县，并将县址迁至吴起镇宗湾子，由刘景瑞、白国明、惠士贤、邓华山、李万胜、马振邦等组成执行委员会，刘景瑞任县委书记，白国明任县主席。前来援助的定边县游击队指导员蔡永秀在蔺砭子负伤，送往周湾镇崔涧的红三十军医院抢救无效牺牲。1937年农历八月，赤安县政府在吴起首批枪决了匪首武文美、项成斌、李宝善等五人。随后在蔡涧活捉了武文英等人，后于长官庙境李沟口召开千人公判大会，枪决了武文英、武文甫、武义、武耀、姬善堂、童守珍六人。之后华池县在水泛台公判，叛匪毛有万、武文章及高占仁亦先后被枪决。至此，叛乱平息。1937年10月，新赤安县撤销，所辖五区分别划归志丹县、靖边县、定边县和甘肃省的华池县。